# Ширі Маймон
Ши́рі Маймо́н (івр. שירי מימון; нар. 18 травня 1981, Хайфа, Ізраїль) — ізраїльська виконавиця поп-музики та акторка.
Ширі Маймон розпочала успішну музичну кар'єру після того, як посіла друге місце в ізраїльському телевізійному шоу «Кохав нолад» («Зірка народилась» — місцевий аналог міжнародного формату «Фабрики зірок»), після чого представила Ізраїль на міжнародному конкурсі Євробачення 2005 в Києві.

## Біографія
Ширі Маймон народилась у місті Хайфі (Ізраїль), а виросла у передмісті-поселенні хайфського крайоту Кір'ят Хаїм. Її мати — марокканська єврейка, а батько — єврей з Тунісу.
Уперше на сцені Ширі виступила в 10-річному віці на одному з дитячих конкурсів. Пізніше, у 2001 році, вона брала участь у зйомках музичного кліпу на пісню гурту «Teapacks», а потому півтора року працювала співачкою і барвумен у одному з нічних клубів Ейлату.
Переломним для майбутньої кар'єри успішної поп-співачки Ширі Маймон став 2003 рік, у якому на першому в історії ізраїльського телебачення конкурсі «Кохав Нолад» Ширі Маймон посіла другу позицію.
У 2005 році Маймон взяла участь в ізраїльському відбірковому конкурсі на Євробачення, де перемогла, набравши 116 балів із 120 можливих, після чого поїхала до Києва з піснею «Хашекет Ше-ніш'ар» («Тиша, що лишається»), яку виконувала наполовину на івриті та англійською. За результатами голосування співачка набрала 154 бала і посіла четверте місце, поступившись третій позиції лише на один бал.
У вересні 2005 року Маймон випустила свій перший альбом, продажі якого сягнули 20 000 копій. Починаючи від березня 2006 року, також знімалась у телесеріалі Єладот Раот («Погані дівчиська») на ізраїльському музичному каналі «24», в якому грала роль талановитої співачки, яка намагається творити, паралельно допомагаючи своєму брату-наркоману.
У грудні 2006 року Ширі Маймон розпочала роботу відразу над двома своїми новими альбомами — англомовним для міжнародної аудиторії і над гебрейськомовним.
На початку листопада 2008 року Ширі Маймон виступила на церемонії нагородження MTV EMA 2008 з композицією Now That You're Gone («Отепер ти вже пішов»).

## Композиції за альбомами
1) Shiri Maimon (2005)
1. Ahava Ktana
2. Le'an She Lo Telchi
3. Otcha
4. Le Kolcha
5. Ad She Tavin Oti
6. Tivrach
7. Kama Pe'amim # Kvar Lo Shelcha
8. Zman Shel Chesed
9. Merachok
10. Hasheket Shenish'ar
11. Le'an She Lo Telchi

2) Rega Lifnei She… (2008)
1. «Ze Lo Ma Shehevtichu Li» (That's Not What Was Promised To Me)
2. «Shvi Lerega» (Sit Down For A Moment)
3. «Yoter Tov Lisloach» (It's Better To Forgive)
4. «Bua» (Bubble)
5. «Veratziti Shetedi» (I Want You To Know)
6. «Laila» (Night)
7. «Kshehalachta» (When You're Gone)
8. «Tohavi Kzat Et Atzmech» (Have A Little Self-Love)
9. «Mamshicha Mikan» (Continue From Here)
10. «Boheret Be» (Choosing Myself)
11. «Rega Lifnei She…» (A Moment Before…)
12. «Ze Lo Ma Shehevtichu Li» [N.Y Version] (That's Not What Was Promised To Me) — [Remix]
13. «Shvi Lerega» [N.Y Version] (Sit Down For A Moment) — [Remix]

3) Standing On My Own (2008)
1. «Tender Love»
2. «Hard To Forget» (english version of «Yoter Tov Lisloakh»)
3. «Crossroads»
4. «Eyes For You»
5. «Angel»
6. «Alone»
7. «Joy»
8. «Beautiful»
9. «Choosing Me»